# Festival Internacional de Cine Pobre
Le Festival Internacional de Cine Pobre (litt. « Festival international du cinéma pauvre »), également connu sous le nom Festival Internacional de Cine de Gibara (litt. « Festival international de cinéma de Gibara »), est l’un des évènements les plus populaires consacrés au cinéma indépendant qui se déroule annuellement dans la ville côtière de Gibara située dans la province de Holguin à Cuba. Depuis sa première édition en 2003, le festival se consacre exclusivement aux films à petit budget (moins de 300 000 dollars), ce qui le distingue de tous les autres événements du même type.
Selon Jean-Michel Frodon, il s'agit en effet d'un « rendez-vous mondial de productions hors des chemins balisés de la production commerciale (400 titres présentés en 2008 ». Il est réservé aux films dont le budget n'excède pas 300 000 dollars.

## Histoire
Lors de la fondation du Festival Internacional de Cine Pobre en 2003, son concepteur Humberto Solas fait un choix assez inattendu en désignant Gibara comme ville d’accueil de l’événement. Située à plus de 800 km de La Havane, la localité est en effet difficile d’accès et ne dispose que de très peu de commodités : aucun hôtel, seules quelques chambres privées – pour la plupart réservées bien avant le début du festival. 
Il est désormais difficile d’imaginer un autre lieu pour le Festival international du film Cine Pobre de Gibara, au regard de la relation très forte existant entre ce dernier et les habitants de Gibara.

## Participants
Les réalisateurs du monde entier y sont représentés, qu’ils soient originaires de pays ayant une longue tradition cinématographique - comme les États-Unis, l’Inde, l’Allemagne, ou encore la France – ou d’autres dont l’industrie commence à peine à se développer (Tchad, Équateur, Liban, Macédoine, Mauritanie...)
Les films présentés traitent avec sérieux, recul ou humour de sujets comme l’amour, l’immigration, la folie, la communication.

## Le festival
Tous les films présentés à l’occasion du festival ont été réalisés dans des conditions économiques restreintes, souvent dans des pays peu développés - ce qui n’amoindrit pas leur originalité. En plus des films présentés, des concerts, des expositions et des conférences ont lieu tout au long du festival. 
Le Festival Internacional de Cine Pobre bénéficie du soutien de grandes institutions, parmi lesquelles l’Institut de Cinéma et de l’Industrie cubain, le Ministère de la Culture à Cuba, le gouvernement local de la province de Holguín et la ville de Gibara.

## Jury
Le nombre de films qui peuvent être présentés étant limité, le comité organisateur passe la majeure partie de l’année à déterminer quelle sera la prochaine sélection. Chaque film vainqueur dans sa catégorie (Fiction ou Documentaire) est élu par un jury composé d’artistes réputés, de critiques et de réalisateurs. 

## Prix
- 2003 : 
  - Last Ball (EE.UU.) de Peter Callahan - Meilleur Long Métrage de Fiction
  - Siyamo (Iran) de Mahmoud Reza Sani - Meilleur Documentaire

- 2005 : 
  - Lichter (Allemagne) de Hans-Christian Schmid - Meilleur Long Métrage de Fiction
  - Los Ecos y la Niebla (Cuba) de Rigoberto Jiménez - Meilleur Documentaire

- 2006 :
  - La ciudad del so (République tchèque) de Martin Sulik - Meilleur Long Métrage de Fiction
  - Soñar en Nablus (Espagne) de Sergi Sandúa and Carlos Delfa - Meilleur Documentaire

- 2007 :
  - Noticias lejanas de México, de Ricardo Benet - Meilleur Long Métrage de Fiction
  - Voyage en Sol Majeur (France) de Georgi Lazarevki - Meilleur Documentaire

- 2008 :
  - Outlanders (Angleterre) de Dominic Lees - Meilleur Long Métrage de Fiction
  - Under The Ahmadabad Sky (Italie) de Francesca Lignola et Stefano Rebechi - Meilleur Documentaire

- 2009 :
  - Querida Bamako (Espagne), de Omer Oke et Txari Llorente - Meilleur Long Métrage de fiction
  - Humillados y ofendidos (Bolivie), de Javier Horacio Álvarez, César Brie et Pablo Brie - Meilleur Documentaire